# Cornelis Felix van Maanen
Cornelis Felix van Maanen, född 9 september 1769 i Haag, död 14 februari 1849, var en nederländsk statsman.

## Biografi
Maanen blev 1795 generalprokurator och var 1806–1809 justitieminister under kung Louis Bonaparte och därefter president i högsta domstolen i Haag. Av Vilhelm I bekräftades han 1814 i detta ämbete, utsågs till president för den konstituerande notabelförsamlingen och utnämndes 1815 till justitieminister. 
Genom strängt upprätthållande av 1819 års förordning om nederländska språkets användning som officiellt i de belgiska provinserna samt genom pressförföljelser och dylikt bidrog van Maanen väsentligen att framkalla revolutionen 1830. Han lämnade då sin ministerpost, men återkallades snart, sedan en återförening av Belgien med Nederländerna visat sig omöjlig, och avgick därpå först 1842 efter Vilhelm I:s tronavsägelse.